# Флора Украины
Растительный мир Украины — один из важнейших компонентов природы, который представлен совокупностью различных растительных сообществ, произрастающих на территории Украины. Большое разнообразие климатических условий и почвенного покрова, а также влияния прошлых геологических эпох и возрастающей деятельности человека, обуславливает существование множества типов растительности, имеющих сложные сочетания друг с другом.

## Общая характеристика
Флора и микобиоты Украины насчитывает более 27 000 видов (грибы и слизевики — 15 тысяч, водоросли — 5 тысяч, лишайники — 1,2 тысячи, мхи — 800 и сосудистые растения — 5,1 тысяч, включая важнейшие культурные виды, а с учётом экзотов, которые выращиваются в ботанических садах — более 7,5 тысяч видов. Из них 826 видов занесены в Красную Книгу Украины (третье издание 2009 года).
Естественной растительностью занято 19 млн гектар, что составляет около трети территории страны. Больше эндемичных, редких и исчезающих видов произрастает в Крымских горах (2,3 тыс. видов) и Карпатах (свыше 2 тыс. видов), где сосредоточена почти половина всех эндемичных и около 30 % всех редких и исчезающих видов.
В процессе антропогенной деятельности человека растительный мир Украины существенно изменился: на протяжении XVI—XIX веков в лесостепной зоне площадь лесов сократилась более чем в пять раз, а площадь ценнейших дубовых и буковых лесов только в XIX веке уменьшилась на четверть. В XX веке большой ущерб был нанесен лесам в годы после Второй Мировой войны в ходе восстановления народного хозяйства.
На сегодняшний день лесами занято 14 % территории Украины. Состав древесных пород в лесах изменяется под влиянием хозяйственной деятельности человека. Насаждение ценных пород (дуба (Quercus), бука (Fagus)) увеличиваются, а менее ценных (граба (Carpinus betulus), осины (Populus tremula)) — уменьшаются. Около половины общего запаса древесины Украины приходится на хвойные породы деревьев — сосну (Pinus), ель, пихту (Abies).
Среди ценных растений, которые используются в медицине, на Украине лекарственными признаны почти 250 видов, в том числе 150 — признаны научной медициной.